# 曼城女子足球俱樂部
曼徹斯特城女子足球俱樂部（英語：Manchester City Women's Football Club）是一間位於英格蘭曼徹斯特的女子足球會，成立於1988年，現時參加英格蘭女子足球超級聯賽。球會隸屬於英超聯賽的曼城足球會。

## 榮譽

### 聯賽
- 英格蘭女子足球超級聯賽冠軍：2016；亞軍：2015、2017、2017–18、2018–19、2019–20、2020–21
- 英格蘭足球總會女子北方全國聯賽（英语：FA Women's National League North）冠軍：2011–12
- 北方聯合女子足球聯賽（英语：Northern Combination Women's Football League）冠軍：2000–01
- 西北女子地區聯賽（第一級）（英语：North West Women's Regional Football League）冠軍：1999–2000；亞軍：1998–99
- 西北女子地區聯賽（第二級）（英语：North West Women's Regional Football League）冠軍：1997–98

### 盃賽
- 英格蘭女子足總盃冠軍：2016–17、2018–19、2019–20；亞軍：2021–22
- 英格蘭女子聯賽盃（英语：FA Women's League Cup）冠軍：2014、2016、2018–19、2021–22；亞軍：2017–18
- 西北女子挑戰盃（英语：North West Women's Regional Football League）冠軍：1999–2000
- 西北女子聯賽盃（英语：North West Women's Regional Football League）冠軍：1999–2000

## 球員名單（2024–25）

### 現役球員
最後更新：2025年1月31日 
註釋：國旗表示球員在國際足聯資格規則定義的國家隊。球員可能擁有一個以上非國際足聯國籍。
| 號碼 |          | 位置 | 球員                                         |
| ---- | -------- | ---- | -------------------------------------------- |
| 2    | 日本     | 后卫 | 清水梨紗                                     |
| 3    | 英格兰   | 后卫 | 娜歐蜜·萊澤爾（Naomi Layzell）               |
| 4    | 西班牙   | 后卫 | 拉娅·亚历山德里（Laia Aleixandri）（副隊長） |
| 5    | 英格兰   | 后卫 | 亚历克丝·格林伍德（Alex Greenwood）（隊長）  |
| 6    | 荷兰     | 前锋 | 薇薇安·米德馬（Vivianne Miedema）            |
| 7    | 英格兰   | 中场 | 劳拉·库姆斯（Laura Coombs）（第六隊長）      |
| 8    | 澳大利亚 | 前锋 | 瑪麗·福勒（Mary Fowler）                     |
| 10   | 荷兰     | 中场 | 吉爾·羅爾德（Jill Roord）（第五隊長）        |
| 11   | 英格兰   | 前锋 | 劳伦·亨普（Lauren Hemp）（第三隊長）         |
| 14   | 巴西     | 前锋 | 克羅琳（Kerolin）                            |
| 15   | 西班牙   | 后卫 | 蕾拉·瓦哈比（Leila Ouahabi）                 |
| 16   | 英格兰   | 前锋 | 潔絲·帕克（Jess Park）                       |
| 18   | 荷兰     | 后卫 | 克絲汀·卡斯帕雷（Kerstin Casparij）          |

| 號碼 |        | 位置 | 球員                                             |
| ---- | ------ | ---- | ------------------------------------------------ |
| 19   | 英格兰 | 中场 | 勞拉·布林德基爾德·布朗（Laura Blindkilde Brown） |
| 20   | 日本   | 前锋 | 藤野青葉                                         |
| 21   | 牙买加 | 前锋 | 卡蒂嘉·蕭（Khadija Shaw）（第四隊長）            |
| 25   | 日本   | 中场 | 長谷川唯                                         |
| 26   | 爱尔兰 | 后卫 | 塔拉·奧漢隆（Tara O'Hanlon）                     |
| 27   | 德国   | 后卫 | 麗貝卡·納克（Rebecca Knaak）                     |
| 28   | 英格兰 | 后卫 | 葛蕾西·普萊爾（Gracie Prior）                    |
| 30   | 日本   | 中场 | 大山愛笑                                         |
| 31   | 日本   | 门将 | 山下杏也加                                       |
| 35   | 英格兰 | 门将 | 琪亚拉·基廷（Khiara Keating）                    |
| 40   | 英格兰 | 门将 | 凱蒂·史塔沃（Katie Startup）                     |
| 44   | 英格兰 | 后卫 | 科蒂·托馬斯（Codie Thomas）                      |
| 46   | 英格兰 | 前锋 | 莉莉·墨菲（Lily Murphy）                         |
| 52   | 爱尔兰 | 中场 | 伊芙·奧卡羅爾（Eve O'Carroll）                   |

### 旅外球員
註釋：國旗表示球員在國際足聯資格規則定義的國家隊。球員可能擁有一個以上非國際足聯國籍。
| 號碼 |        | 位置 | 球員                                                        |
| ---- | ------ | ---- | ----------------------------------------------------------- |
|      | 英格兰 | 前锋 | 克洛伊·凯利（Chloe Kelly）（外借至兵工廠直到2025年6月30日） |
|      | 英格兰 | 门将 | 伊芙·奈茨（Eve Annets）（外借至樸茨茅斯直到2025年6月30日）  |
|      | 英格兰 | 前锋 | 波比·普里查（Poppy Pritchard）（外借至紐卡索聯）            |

## 外部連結
- 官方网站